# Burmester Audiosysteme
Burmester Audiosysteme GmbH è un'azienda tedesca operante nel settore della componentistica audio. La società ha sede a Schöneberg (Berlino) ed è stata fondata nel 1977 da Dieter Burmester. Tutti i dispositivi sono sviluppati, fatti a mano a Berlino e distribuiti in circa 50 paesi nei 5 continenti.

## Storia

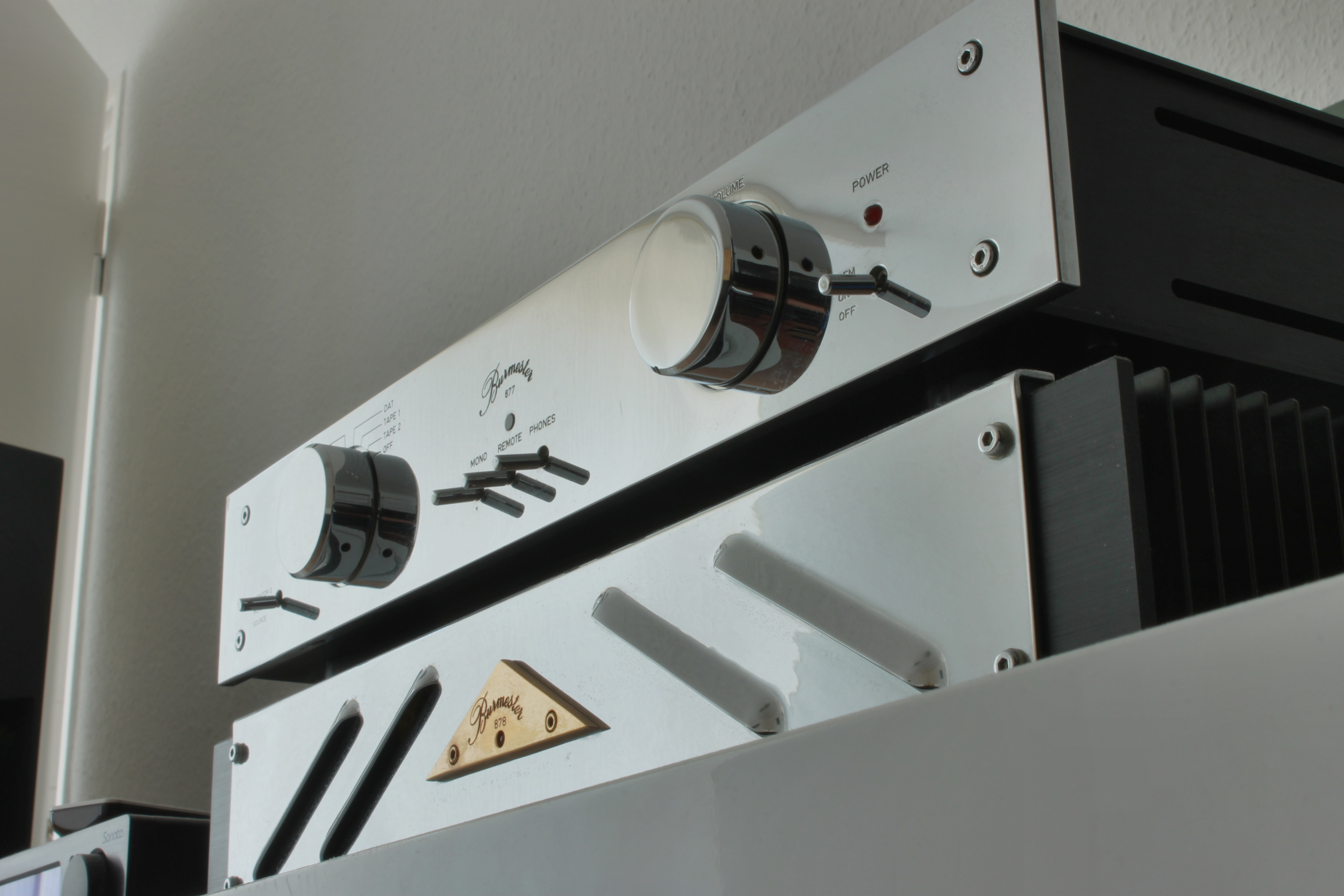
Preamplificatore Burmester-877 e finale 878

Dal 1978, è stato introdotto il caratteristico design cromato che caratterizza i prodotti dell'azienda, che è stato copiato molte volte e si è diretto al Museum of Modern Art di New York.
Nel 1980 Burmester sviluppò e produsse il primo preamplificatore modulare a livello mondiale, il Burmester 808. Nel 1991 è stata tra i primi produttori che hanno introdotto sul mercato il primo lettore CD a cinghia.

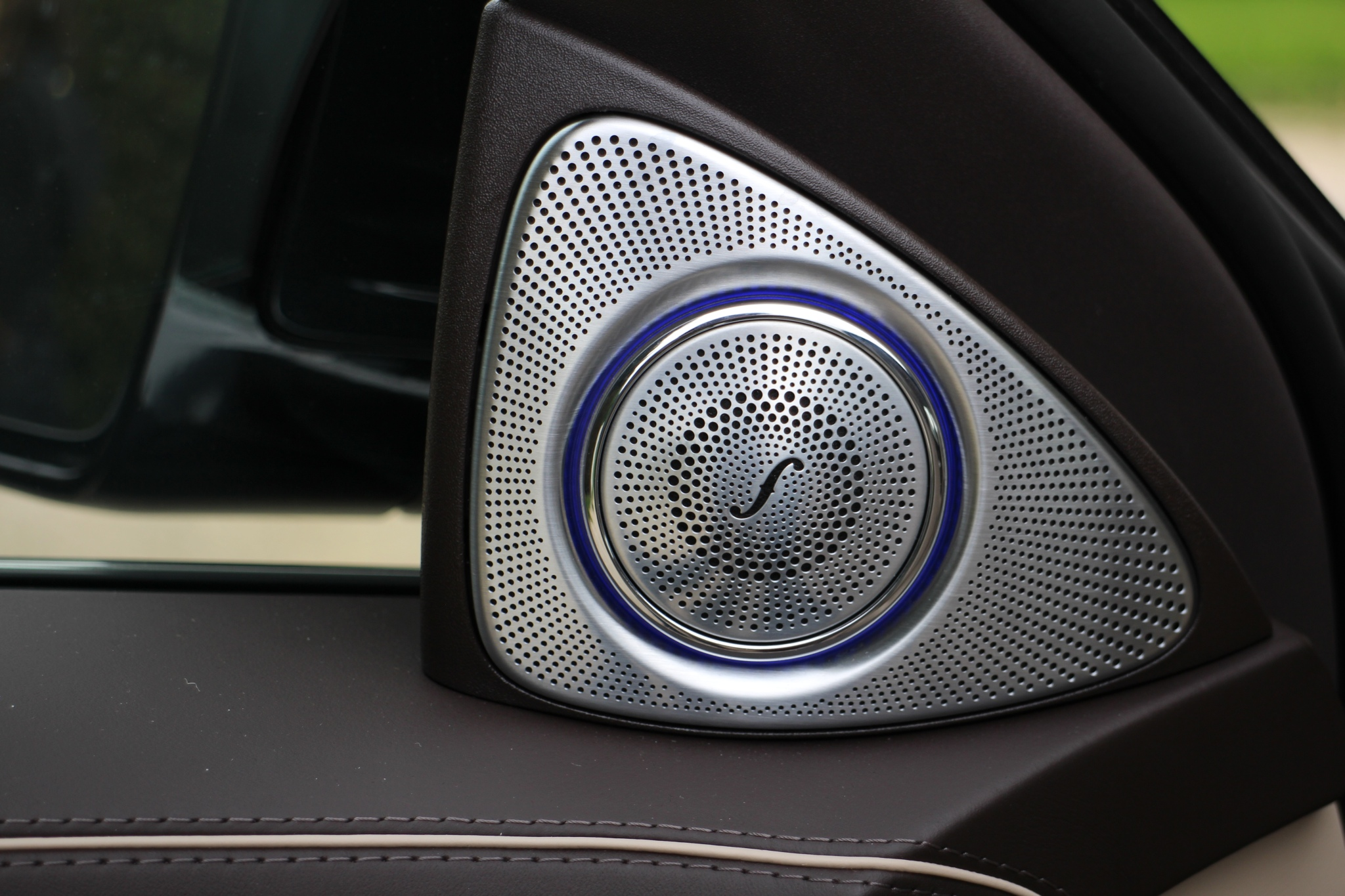
Altoparlante Burmester su una Mercedes-Benz S63 AMG

## Burmester Automotive

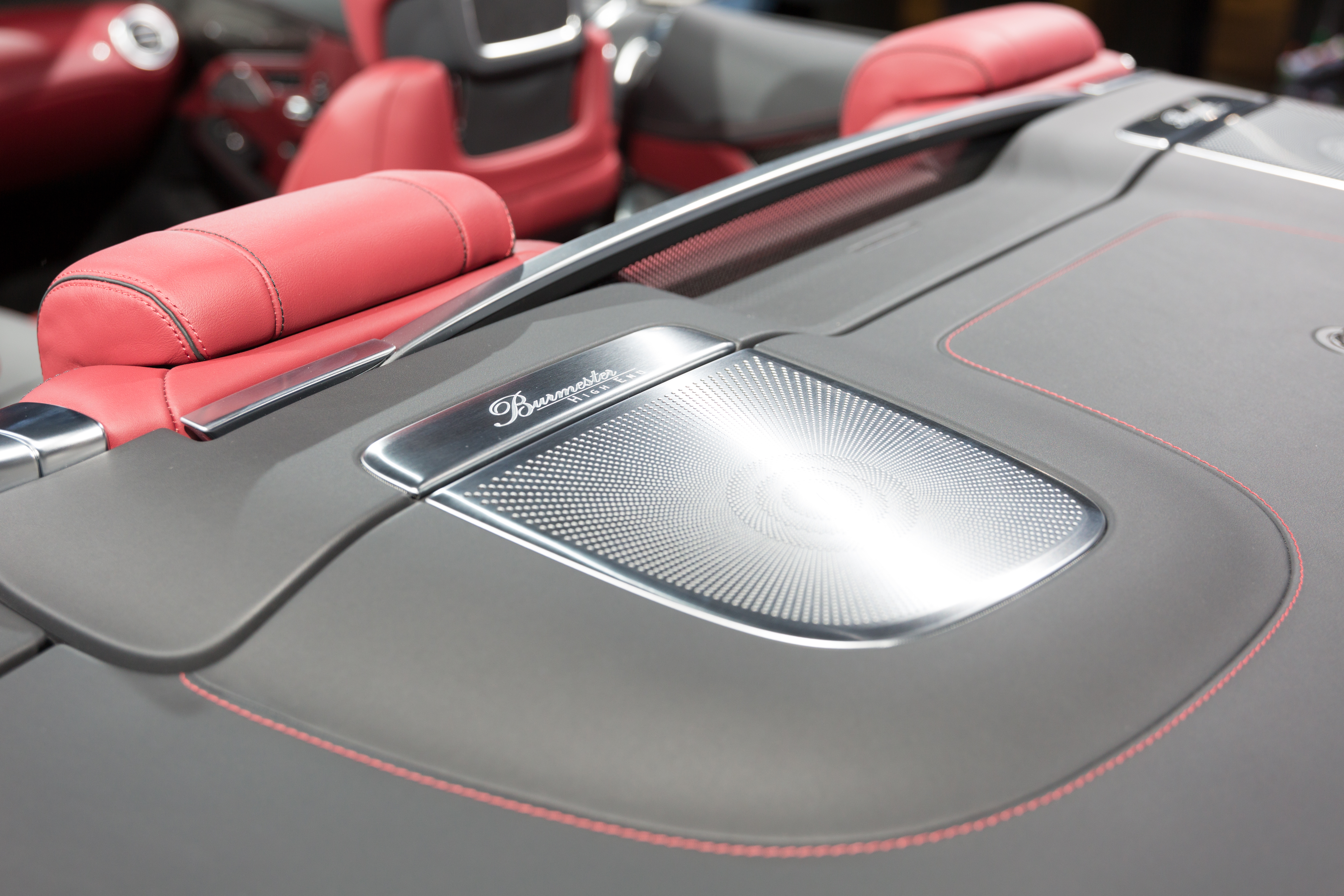
Altoparlante Burmester su Mercedes-Benz Cabrio

Nel 2003, la Burmester apre una sezione denominata Burmester Automotive che è stata fondata per sviluppare sistemi hi-fi per veicoli.
La compagnia ha iniziato con la produzione del sistemi audio per la Bugatti Veyron 16.4; l'azienda produce anche gli impianti audio per altri marchi di vetture quali la Mercedes e Porsche.
Con lo sviluppo della Porsche Panamera nel 2009 viene inserito il Burmester High End Surround Sound System come optional dalla Porsche. Gli anni successivi il Burmester-System viene messo come opzionale su altri modelli.
Nel 2009 inizia la collaborazione con Mercedes-Benz. Sviluppano assieme due nuovi Audiosysteme, per la S-Klasse. Successivamente per la C-Klasse, la V-Klasse e la E-Klasse. Anche per Mercedes-AMG GT, Mercedes-Maybach S-Klasse.
Burmesters Soundsysteme per Porsche e Mercedes presentano tre allestimenti: Pure, Smooth e Live. Il 3D Modus è per la Mercedes S-Klasse e E-Klasse e per Porsche Panamera.